# Tadeusz Paradowicz

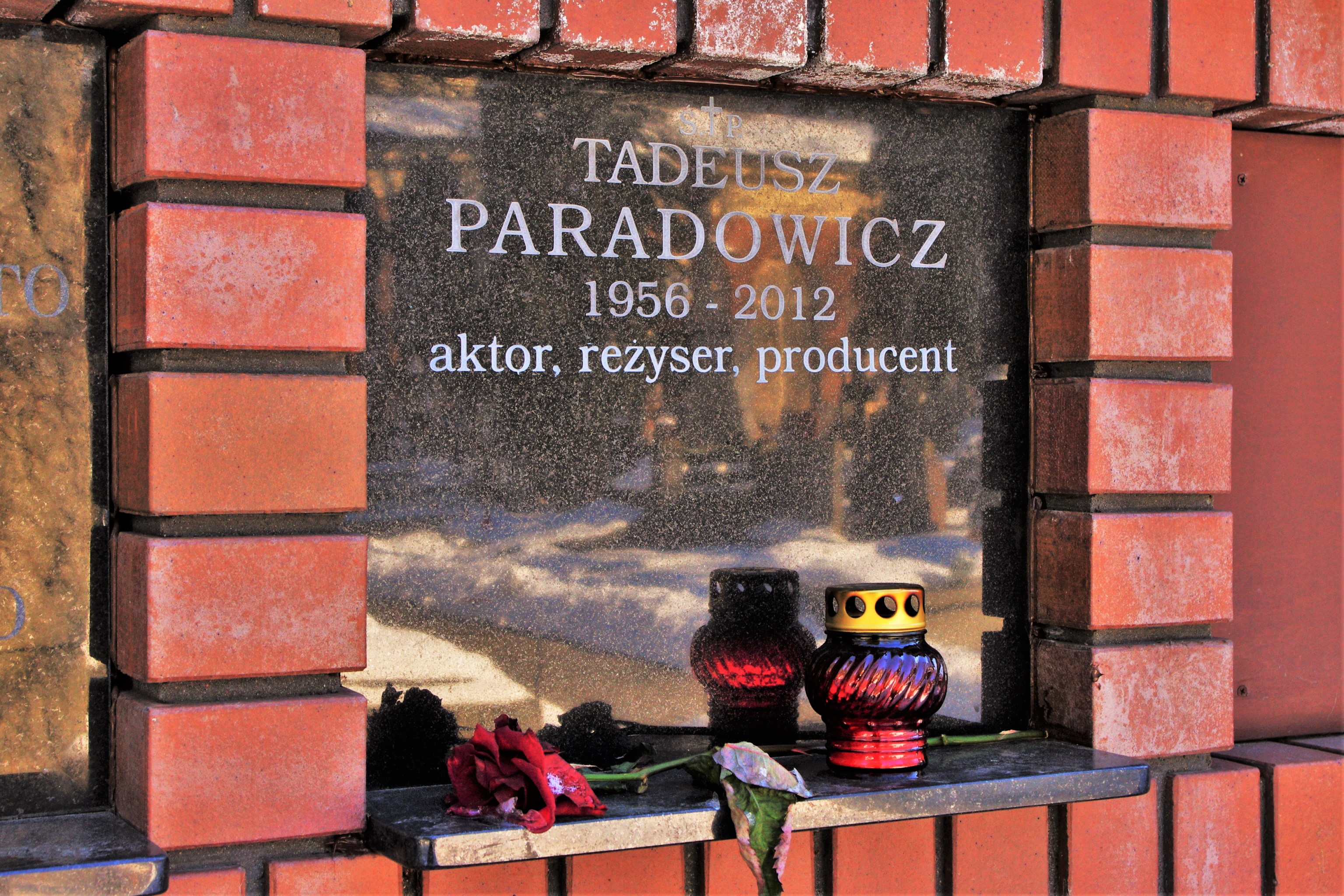
Grób aktora Tadeusza Paradowicza (1956-2012) na cmentarzu Powązkowskim w Warszawie

Tadeusz Paradowicz (ur. 27 maja 1956 roku w Białymstoku, zm. 28 grudnia 2012 w Lidzie) – polski aktor teatralny i filmowy, także lektor, reżyser, scenarzysta i producent.
Ukończył studia na Wydziale Aktorskim PWSFTviT w Łodzi. Występował w następujących teatrach: Teatr Nowy w Łodzi (1979–1981), Teatr Powszechny w Łodzi (1982–1985), Teatr im. Stefana Jaracza w Łodzi (1985–1986), Teatr Polski w Warszawie (1986–?).
Zmarł w Lidzie podczas zbierania materiałów do nowej produkcji o życiu kresowiaka Czesława Niemena.
Jego żoną była choreografka – Zofia Paradowicz.

## Filmografia

### Filmy fabularne
- 1979: Hotel klasy lux jako kolega Wojtana
- 1983: Ostrze na ostrze jako Białoskórski
- 1984: Roman z intruzem jako oficer
- 1985: Wkrótce nadejdą bracia jako Zegarmistrz II
- 1985: Okruchy wojny jako szer. Zadrożny
- 1986: Magnat jako gestapowiec
- 1988: Zakole jako Piotr Łazarkiewicz
- 1988: Nowy Jork, czwarta rano jako więzień-narzeczony
- 1988: Alchemik jako hr. Karl Detlitz
- 1988: Chichot Pana Boga jako człowiek Culmana
- 1989: Sceny nocne jako Komierowski, brat Heleny
- 1989: Po upadku jako znajomy recepcjonistki Halinki
- 1989: Powrót wabiszczura jako trębacz Płowy
- 1990: Kapitan Conrad
- 1995: Dzieje mistrza Twardowskiego jako Foran

### Seriale
- 1976: Daleko od szosy (epizod)
- 1984: Rycerze i rabusie jako Białoskórski
- 1985–1993: Dzieje kultury polskiej
- 1986: Biała wizytówka jako gestapowiec (serial na podst. filmu Magnat)
- 1988: Alchemik Sendivius jako hr. Karl Detiltz
- 1989: Dziewczyna z Mazur jako reżyser (postać)
- 2000: Sukces
- 2000–2001: Miasteczko
- 2002: As
- 2007: Dywersant: Koniec wojny (rosyjski) jako niemiecki generał

### Gościnnie
- 1985: Przyłbice i kaptury (serial) jako Ulik
- 1987: Ucieczka z miejsc ukochanych jako leśny
- 1988–1991: Pogranicze w ogniu jako Chaszewicz
- 1999–2005: Lokatorzy jako Pracownik Ambasady Australii
- 2000: Plebania jako Robert, ojciec Maćka
- 2002: Wiedźmin jako dowódca prowadzący elfy
- 2003: Zaginiona
- 2003–2008: Sąsiedzi jako Krzysztof Krasnodębski
- 2004–2006: Pensjonat pod Różą jako Janusz (2005)
- 2008: Pitbull jako ojciec Iwony Grzelak (odc. 23)
- 2008–2009: Ojciec Mateusz jako Jerzy Barański
- 2008: Trzeci oficer jako gen. Franciszek Konecki
- 2009: Taras Bulba (rosyjski) jako pułkownik polski
- 2010–2011: 1920. Wojna i miłość jako major w Sztabie Głównym (odc. 12)
- 2011: Komisarz Alex jako Edward Fabiański, właściciel sklepu (odc. 3)
- 2011: 1920 Bitwa warszawska
- 2012: Szpilki na Giewoncie jako prezes wydawnictwa (odc. 43)
- 2012–2013: Wywiadowczynie (rosyjski) jako naczelnik partyzantki polskiej Zbigniew Ternowiecki (odc. 9, 10)

### Dubbing

#### Filmy
- 1999: Stalowy gigant jako Stalowy Gigant
- 2004: Magiczny kamień
- 2006: Łódka

#### Jako lektor
- 1990: Senior
- 1994: Roman Cieślewicz
- 1996: W poszukiwaniu białego anioła
- 1999: Jan Łaski w Emden
- 2001: James Bond PRL-U
- 2004: Poeta nieznany
- 2004: Poeta nieznany jako Lektor
- 2005: Komitet na piwnej. Opowieści

### Reżyseria
- 2009: Fenomen

### Jako producent
- 2009: Fenomen

### Jako scenarzysta
- 2009: Fenomen